# Creatio ex nihilo

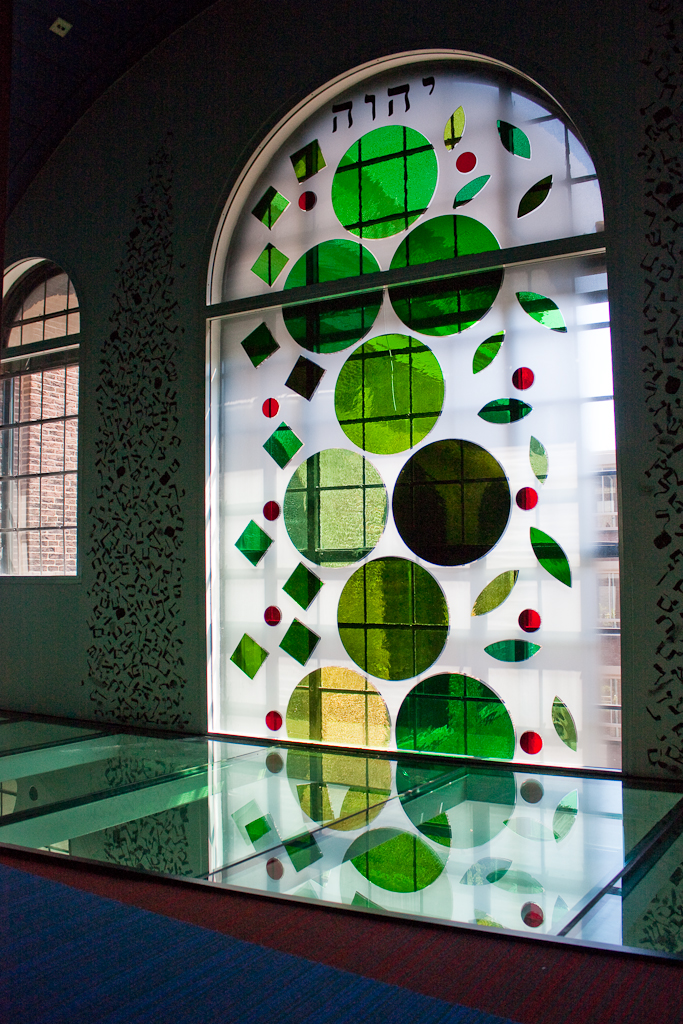
Árvore da Vida, de Eli Content, no Museu Histórico Judaico de Amsterdã. A Árvore da Vida, ou Etz haChayim (עץ החיים) em hebraico, é um símbolo místico usado na Cabala do judaísmo esotérico para descrever o caminho até HaShem e a maneira como Ele criou o mundo ex nihilo (a partir do nada).

Creatio ex nihilo (do latim, "criação a partir do nada") é a doutrina que afirma que a matéria não é eterna, mas foi criada por um ato divino de criação. Trata-se de uma resposta teísta à questão de como o universo passou a existir. Contrasta com a creatio ex materia, por vezes expressa pelo ditado Ex nihilo nihil fit ("nada vem do nada"), que sugere que todas as coisas foram formadas ex materia (ou seja, a partir de matéria preexistente).

## Creatio ex materia
A creatio ex materia refere-se à ideia de que a matéria sempre existiu e que o cosmos moderno é uma reformulação de matéria primordial preexistente, por vezes articulada pelo princípio filosófico de que nada pode surgir do nada.
Na cosmologia do antigo Oriente Próximo [en], o universo é formado ex materia a partir de matéria informe e eterna, geralmente representada como um oceano primordial caótico, escuro e imóvel. Na mitologia sumeriana, esse oceano cósmico é personificado pela deusa Nammu, "que deu origem ao céu e à terra" e existiu eternamente. No épico babilônico da criação Enuma Elish, o caos preexistente é composto pelas águas doces de Apsu e salgadas de Tiamat, e a partir de Tiamat o deus Marduk criou o Céu e a Terra. Nos mitos egípcios de criação, um caos aquático preexistente, personificado pelo deus Nun e associado à escuridão, deu origem a uma colina primordial (ou, em algumas versões, a uma flor de lótus primordial ou a uma vaca celestial). Nas tradições gregas, a origem última do universo varia conforme a fonte, sendo por vezes Oceanus (um rio que circunda a Terra), a Noite ou a água.
Da mesma forma, a narrativa da criação no Gênesis começa com a frase em hebraico "bereshit bara elohim et hashamayim ve'et ha'aretz", que pode ser interpretada de pelo menos três maneiras:
- Como uma afirmação de que o cosmos teve um início absoluto ("No princípio, Deus criou os céus e a terra");
- Como uma descrição do estado do mundo quando Deus começou a criar ("Quando, no princípio, Deus criou os céus e a terra, a terra era sem forma e vazia");
- Como informação de contexto ("Quando, no princípio, Deus criou os céus e a terra, sendo a terra sem forma e vazia, Deus disse: Haja luz!").[9]

Embora a primeira interpretação tenha sido a visão histórica predominante, desde a Idade Média tem sido argumentado que, por razões estritamente linguísticas e exegéticas, ela não pode ser a tradução preferida. Enquanto as sociedades modernas consideram a origem da matéria uma questão crucial, isso pode não ter sido o caso para culturas antigas. Alguns estudiosos sugerem que, ao escrever a narrativa da criação, o(s) autor(es) do Gênesis estavam mais preocupados com a ação de Deus em organizar o cosmos, atribuindo papéis e funções, do que com a origem da matéria em si.

## Creatio ex nihilona religião
A doutrina da creatio ex nihilo afirma que toda a matéria foi criada por Deus a partir do nada em um momento inicial no qual o cosmos passou a existir. No século III, o fundador do Neoplatonismo, Plotino, argumentou que o cosmos seria, em vez disso, uma emanação de Deus. Essa visão da criação foi considerada inaceitável pelos Padres da Igreja primitivos e também foi rejeitada posteriormente por filósofos árabes e hebreus.

### Antigo Oriente Próximo
Embora a cosmologia do antigo Oriente Próximo seja amplamente vista como um processo de creatio ex materia [en], algumas interpretações sugerem que o conceito de creatio ex nihilo pode ser encontrado em certos textos, como a Teologia Memfita egípcia e a narrativa da criação no Gênesis. Hilber, no entanto, rejeita essas interpretações, considerando que ambos os textos são consistentes com a creatio ex materia, mas sugere que passagens do Livro de Isaías, do Livro dos Provérbios e dos Salmos podem indicar uma noção de creatio ex nihilo. As doxologias cosmogônicas do Livro de Amós também apresentam uma visão de criação ex nihilo.

### Judaísmo
Uma das primeiras declarações que articulam o conceito de creatio ex nihilo aparece em um texto judaico de cerca de 100 a.C., 2 Macabeus 7:28: "Eu te suplico, meu filho, contempla o céu e a terra. Reflete bem: tudo o que vês, Deus criou do nada, assim como todos os homens.". Alguns estudiosos, contudo, argumentam contra essa interpretação de Macabeus.
No século I, Filo de Alexandria, um judeu helenizado, apresenta a ideia básica da criação ex nihilo, embora nem sempre seja consistente. Ele rejeita a concepção grega de um universo eterno e sustenta que Deus criou o próprio tempo. Em outros momentos, sugere-se que ele postula a existência de matéria preexistente ao lado de Deus. No entanto, estudiosos proeminentes, como Harry Austryn Wolfson [en], interpretam as ideias de Filo de maneira diferente, argumentando que a suposta matéria preexistente foi, de fato, criada.
No século X, Saadia Gaon introduziu a criação ex nihilo nas leituras da Bíblia judaica em sua obra Livro de Crenças e Opiniões, imaginando um Deus muito mais poderoso e onipotente do que aquele dos rabinos, os tradicionais mestres judaicos que até então dominavam o judaísmo e que acreditavam que Deus criou o mundo a partir de matéria preexistente. Atualmente, judeus, assim como cristãos, tendem a acreditar na criação ex nihilo, embora alguns estudiosos judaicos sustentem que Gênesis 1:1 permite a preexistência de matéria à qual Deus deu forma.

#### Chassidismo e Cabala
Filósofos judaicos dos séculos IX e X adotaram o conceito de "yesh me-Ayin" (criação a partir do nada), em oposição às visões dos filósofos gregos e da teologia aristotélica, que sustentavam que o mundo foi criado a partir de matéria primordial ou que era eterno.

### Cristianismo
Cristãos tradicionais acreditam na criação ex nihilo — que, no princípio, nada existia exceto um único Deus, infinito e eterno, e que Ele, por si só, trouxe à existência toda a matéria, energia, tempo e espaço a partir do nada.
Essa doutrina foi amplamente defendida em círculos cristãos desde cedo e recebeu sua primeira articulação explícita por Teófilo de Antioquia em sua obra A Autólico, no capítulo intitulado Opiniões Absurdas dos Filósofos sobre Deus: "Portanto, em todos esses aspectos, Deus é mais poderoso que o homem, inclusive nisto: que a partir de coisas que não existem, Ele cria e criou coisas que existem" (2.4). A declaração de Teófilo ecoa quase literalmente São Paulo: "Deus... que vivifica os mortos e chama à existência as coisas que não são [Gr: μὴ ὄντα; L: non sunt], como se fossem" (Romanos 4:17). Por essa razão, a criação ex nihilo tornou-se um princípio fundamental da teologia cristã no século III. Na antiguidade tardia, João Filopono foi seu defensor mais proeminente.
Nos tempos modernos, alguns teólogos cristãos argumentam que, embora a Bíblia não mencione explicitamente a criação ex nihilo, essa doutrina ganha validade por ter sido sustentada por muitos ao longo de tanto tempo. Outros buscaram alternativas, como a ideia de que Deus criou a partir de Si mesmo (ex ipse), o que implica que o mundo seria mais ou menos idêntico a Deus, ou a partir de matéria preexistente (ex materia), o que sugere que o mundo não depende de Deus para sua existência. A noção de creatio ex nihilo sustenta argumentos modernos para a existência de Deus entre filósofos cristãos e outros teístas, especialmente no argumento cosmológico e em sua manifestação mais específica no argumento cosmológico de Kalam [en].
Santo Agostinho de Hipona defendeu uma interpretação alegórica da narrativa bíblica dos seis dias. O número 7 é um número perfeito e simbólico que indica a perfeição da obra criativa de Deus. Os três primeiros dias não podem ser considerados dias propriamente ditos, pois o Sol foi criado apenas no quarto dia. A noite do sexto dia não é mencionada. Por fim, Agostinho argumenta que seria absurdo pensar que Deus descansou no sétimo dia, pois Deus possui em Si mesmo toda forma de riqueza, é eternamente imutável e, portanto, não poderia ter mudado de estado entre o sexto e o sétimo dia. Sendo Deus imutável desde sempre e para sempre, e não lhe faltando nada de positivo, é impossível que algo tenha sido adicionado à essência divina em um dado momento (no que diz respeito à unidade do Deus Trino, mas não às pessoas divinas individualmente).
Segundo santo Ambrósio de Milão, o descanso de Deus ocorre após a criação do homem porque Deus repousa na própria criatura humana, com a qual pode estabelecer uma relação de amor. O descanso de Deus é, portanto, realizado no amor por suas criaturas e, na visão cristã, na redenção. Assim, Ambrósio conecta diretamente o "descanso de Deus" ao "descanso" de Jesus na cruz.

#### A Igreja de Jesus Cristo dos Santos dos Últimos Dias
Membros da Igreja de Jesus Cristo dos Santos dos Últimos Dias não acreditam, como os cristãos tradicionais, que Deus criou o universo ex nihilo (a partir do nada). Em vez disso, para essa igreja, o ato de criação consiste em organizar ou reorganizar matéria ou inteligência preexistente.

### Islamismo
A maioria dos estudiosos do islamismo compartilha com o cristianismo e o judaísmo o conceito de que Deus é a Primeira Causa e o Criador absoluto, não tendo criado o mundo a partir de matéria preexistente. No entanto, alguns estudiosos, como Ibne Taimia, cuja interpretação literal do Alcorão serviu de base para o Wahhabismo e ensinamentos contemporâneos, sustentam que Deus moldou o mundo a partir de matéria primordial, com base em versos corânicos.

### Hinduísmo
O Chandogya Upanishad [en] 6.2.1 afirma que, antes de o mundo ser manifestado, havia apenas a existência, única e sem igual (sat eva ekam eva advitīyam). Swami Lokeshwarananda [en] comentou sobre essa passagem dizendo que "algo a partir do nada é uma ideia absurda".

### Estoicismo
O estoicismo, fundado por Zenão de Cítio por volta de 300 a.C., inclui a crença de que a criação a partir do nada é impossível e que Zeus criou o mundo a partir de seu próprio ser.

## Na ciência moderna
A teoria do Big Bang, em contraste com a teologia, é uma teoria científica; ela não oferece uma explicação para a existência cósmica, mas apenas uma descrição dos primeiros momentos da existência do universo atual.